# Audio Video Bridging
Audio Video Bridging (AVB) označuje soubor technických standardů vytvořených pracovní skupinou Audio Video Bridging (AVB) spadající pod výbor IEEE 802.1. IEEE 802.1 specifikuje standardy pro spolehlivé doručování audio vizuálních streamovacích služeb s nízkou latencí a časovou synchronizací v rámci ethernetových sítí na úrovni druhé vrstvy. AVB standardy zajišťují přenos časově citlivých dat, jimiž jsou například audio a video data. Definují pro tyto účely profily, které vybírají funkce, možnosti, konfigurace, výchozí nastavení, protokoly a postupy mostů, stanic a LAN sítí.

## Vlastnosti
AVB standardy přinášejí přesné časování v rámci zařízení, což podporuje média s nízkým kolísáním a umožňuje přesnou synchronizaci více streamů. Protokol pro časovou synchronizaci (IEEE Std. 802.1ASTM) zajišťuje jak syntonizaci, tak synchronizaci zařízení v síti, což umožňuje přesné časové sladění při přenosu audio a video dat. Syntonizace zaručuje, že všechna zařízení běží se stejnou frekvencí, aby nedocházelo k rozdílům v rychlosti jejich hodin. Synchronizace pak dále zajistí, že časové značky mezi zařízeními jsou shodné, takže data mohou být přenášena ve stejný okamžik. Dále je využíván rezervační protokol (IEEE 802.1Qat - Stream Reservation Protocol), díky němuž aplikace na koncovém zařízení mohou informovat jednotlivé síťové prvky v přenosové cestě, aby rezervovaly potřebné zdroje pro konkrétní stream. SRP identifikuje datové toky na úrovni, která je dostatečná k tomu, aby síťové přepínače mohly určit požadované zdroje pro konkrétní tok. Obsahuje signalizační protokol, který umožňuje end-to-end správu rezervace zdrojů pro datové toky s minimálním zpožděním. Pravidla pro fronty a přeposílání zajišťují, že daný datový tok projde sítí v rámci zpoždění definovaného rezervací.

## Přenos a řízení šířky pásma
Aplikace mohou buď posílat AVB pakety v reálném čase, například z živého přenosu nebo z mediální distribuční sítě, nebo zpracovávat data uložená v souborech, kdy síť nemusí být časově citlivá, pokud podporuje správné načasování a organizaci paketů mezi streamy. Síťová rozhraní mohou buď precizně řídit časování přenosu paketů, nebo odesílat pakety v dávkách s využitím FQTSS pro regulaci přetížení a zajištění spravedlivého přidělení šířky pásma jednotlivým streamům. Pro plnou shodu s FQTSS musí síť spravovat tok paketů a zaručit, že každý stream dostane odpovídající podíl šířky pásma bez překročení limitu.